# Rivière-Pilote
Rivière-Pilote – miasto na Martynice (departament zamorski Francji). W 2017 roku było zamieszkane przez 11 935 osób.